# Christ Church Nichola Town
Christ Church Nichola Town is een van de veertien parishes van Saint Kitts en Nevis. Het ligt op het hoofdeiland Saint Kitts en de hoofdstad is Mansion.
Mansion was een suikerrietplantage. Het plantagehuis was eigendom van St. Christopher National Trust, de monumentenzorg van Saint Kitts en Nevis. De organisatie was van plan om een studiecentrum is het huis te openen, maar het houten plantagehuis werd in 2021 door brand verwoest.
Saint Kitts: Christ Church Nichola Town · Saint Anne Sandy Point · Saint George Basseterre · Saint John Capisterre · Saint Mary Cayon · Saint Paul Capisterre · Saint Peter Basseterre · Saint Thomas Middle Island · Trinity Palmetto Point

Nevis: Saint George Gingerland · Saint James Windward · Saint John Figtree · Saint Paul Charlestown · Saint Thomas Lowland